# Rolla Kent Beattie
Rolla Kent Beattie (Ohio, 1875 – Bethesda, Maryland, 1960) foi um botânico norte-americano.
Começou a trabalhar como botânico com Charles Edwin Bessey (1845-1915) na Universidade de Nebraska. Foi instrutor, depois professor de botânica na Universidade do Estado de Washington,  de 1899 a 1912. Posteriormente, foi para o Ministério da Agricultura dos Estados Unidos onde trabalhou sobre as doenças florestais até se aposentar em 1946. No início da sua carreira, colaborou com Charles Vancouver Piper (1867-1926).